# Басмаджян, Гариг
Гариг Басмаджян (арм. Գարիկ Բասմաջյան) — известный французский коллекционер живописи и антиквариата армянского происхождения, был владельцем галереи русского искусства «Горки» на парижском бульваре Распай (Boulevard Raspail) (сейчас галереей руководит его сестра). Был также поэтом и переводчиком поэзии.
Пропал без вести в июле 1989 года в Москве.

## Биография
Родился 20 декабря 1947 в армянском квартале Иерусалима.
Высшее образование получил в Ереване, окончив Ереванский государственный университет по профессии филолог.
В 1972 году Гариг Басмаджян в Ереване познакомился с француженкой армянского происхождения и вскоре женился. В том же году молодожёны переехали в Париж.
Басмаджян занимался переводами стихов с армянского на английский языки, с европейских языков — на русский и армянский. Писал собственные стихи. В СССР вышел его сборник стихов.
Первую свою выставку, посвящённую работам армянских живописцев, коллекционер организовал в 1978 году, в небольшом арендованном помещении.
В 1978 году организовал свою первую галере «Galerie Basmadjian» на Монпарнасе. В галерее он продемонстрировал европейским коллекционерам современную советскую живопись.
В 1981 году Басмаджян выставил все свои приобретения в открытой на бульваре Распай личной галерее русского искусства «Горки», которую назвал в честь армянского художника-абстракциониста Аршила Горки.
Басмаджян стал известен своими выставками в Москве и Ленинграде, в Европе, коллекцией антиквариата и работой с советскими художниками-современниками, особенно с русскими и армянскими.
Галерея Басмаджяна продавала отдельные картины центру Помпиду.
Чуть позже Басмаджян установил связи с советским министерством культуры; галерист помогал покупать по адекватной цене и возвращать в СССР картины русских мастеров живописи.
Басмаджян неоднократно бывал в СССР, привозил в Эрмитаж и Третьяковку картины из своей коллекции, а некоторые экспонаты безвозмездно дарил музеям. В
апреле 1988 года между Басмаджяном и Минкультом СССР была достигнута договорённость об организации в Эрмитаже и Третьяковке выставок картин, которыми он владел.
Также, Басмаджян организовал бизнес по продаже компьютеров на территории СССР.
Последний визит Басмаджяна в СССР состоялся летом 1989 года: первым делом он хотел забрать из Эрмитажа свое имущество, а кроме этого, планировал документально оформить дар Эрмитажу и обсудить сделку по продаже Советскому Союзу картины художника Владимира Боровицкого «Портрет Д. С. Яковлевой».
29 июля 1989 года Гариг, выйдя из московской гостиницы «Россия» с неизвестным спутником «на переговоры», сел в его «Жигули» бежевого цвета, уехал и пропал.
Предполагается, что Басмаджян был похищен и затем убит. В убийстве Басмаджяна подозревали криминального авторитета Олега Асмакова (известный как Асмак или Алик Магадан) и советскую антикварную мафию, также есть подозрения и свидетели, утверждающие, что к этому делу имеет отношение КГБ. Его судьбу безуспешно пытались прояснить оперативники КГБ, полиция Франции (для этого в СССР лично приезжал глава ведомства Пьер Фокс) и лучшие частные детективы из Лондона.
Это было первое громкое исчезновение публичного человека из мира искусства и французского гражданина в период Перестройки.